# 파라후페후추스

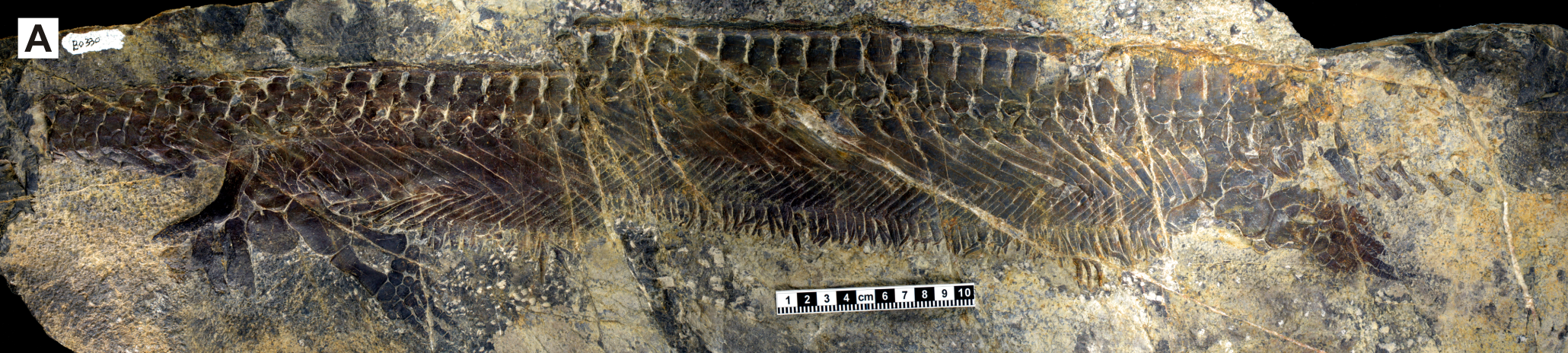

파라후페후추스(학명:Parahupehsuchus longus)는 어룡목 후페후추스과에 속하는 기룡이다. 지금은 멸종된 종으로서 전체적인 몸길이가 2m인 중대형의 몸집을 가진 기룡이다.

## 특징
파라후페후추스는 중국 트라이아스기 초기에 멸종된 후페후추아 해양 파충류 속이다. 이 속은 단형이며 단일 종인 파라후페후추스 롱구스에서 알려져 있으며 단일 표본을 기반으로 한다. 다른 휴페히시안들처럼 그것은 몸통, 거의 몸의 나머지 부분과 같은 길이의 꼬리, 짧고 패들 같은 사지, 앞과 뒷다리의 여분의 뼈, 두꺼운 갈비뼈와 위골, 두 부분으로 갈라진 척추뼈, 그리고 신경 가시 위에 있는 뼈 판을 가지고 있었다. 몸통이 더 길쭉하고 갈비뼈가 가장자리를 따라 닿아 있고 그 사이에 공간이 없다는 점에서 다른 후페히시안들과 다르다. 갈비뼈는 몸통 아래쪽의 위골과 연결되어 몸통 주위에 뼈 모양의 "튜브"를 형성한다. 파라후페후추스 롱구스는 2011년에 중국 후베이성 위안안현에 있는 초기 트라이아스기(올레네키안) 자링장(ialjiang江) 지층에서 발견된 단일 모식표본인 WGSC 26005에서 발견되었다. WGSC 26005는 두개골과 꼬리 대부분이 없는 골격의 거의 완전한 왼쪽 절반으로서 구성되어 있다. 파라후페후추스의 몸통은 매우 길쭉하다. 그것은 38개의 등뼈를 가지고 있는데 이는 후페후추스와 이름 없는 후페후추 IVPP V4070보다 10개가 더 많다. 파라후페후추스의 [1]갈비뼈는 통 모양의 갈비뼈와 달리 좁고 튜브 모양이다. 파라후페후추스의 갈비뼈는 다른 어떤 후페후추스의 갈비뼈와 다르다. 그들은 넓고 평평하며 몸통을 가로지르는 뼈 관을 형성하기 위해 가장자리에 닿는다. 몸통 아래쪽에 있는 위벽의 행이 이 튜브를 둘러싼 하단 벽을 형성한다. 각 늑골은 앞의 척추뼈와 부등뼈 사이에 끼인 2개의 등뼈와 그 뒤의 척추뼈의 부등뼈에서 뻗은 전방 늑골 파사렛으로 연결된다. 각 늑골은 척추뼈와의 연결에서 뒤로 쓸린다. 갈비뼈의 아래쪽 끝과 겹치는 위골은 앞으로 쓸린다. 양턱에는 총 15~30개의 송곳니 모양의 날카로운 이빨들이 줄지어 나 있다. 먹이로는 당대에 서식했었던 물고기, 두족류, 갑각류를 주로 잡아먹고 살았을 육식성의 기룡으로 추정되는 종이다.

## 생존시기와 서식지와 화석의 발견
파라후페후추스가 생존했었던 시기는 중생대의 트라이아스기 초기로서 지금으로부터 2억 4500만년전~2억 2000만년전에 생존했었던 종이다. 생존했었던 시기에는 중국을 중심으로 하는 동남아시아의 서부 태평양에서 주로 서식했었던 기룡이다. 화석의 발견은 2014년에 중국의 트라이아스기에 형성된 지층에서 중국의 고생물학자들에 의하여 처음으로 화석이 발견되어 새롭게 명명된 종이다.

## 같이 보기
- 파충류
- 중생대
- 트라이아스기
- 기룡
- 화석